# Kanton Coteaux de Moselle
Kanton Coteaux de Moselle (fr. Canton des Coteaux de Moselle) je francouzský kanton v departementu Moselle v regionu Grand Est. Tvoří ho 28 obcí. Zřízen byl v roce 2015.

## Obce kantonu
| - Ancy-Dornot - Arry - Ars-sur-Moselle - Augny - Châtel-Saint-Germain - Coin-lès-Cuvry - Coin-sur-Seille - Corny-sur-Moselle - Cuvry - Féy - Gorze - Gravelotte - Jouy-aux-Arches - Jussy | - Lessy - Lorry-lès-Metz - Lorry-Mardigny - Marieulles - Moulins-lès-Metz - Novéant-sur-Moselle - Pouilly - Pournoy-la-Chétive - Rezonville - Rozérieulles - Sainte-Ruffine - Vaux - Vernéville - Vionville |